# Katherine Heigl
Katherine Marie Heigl (ur. 24 listopada 1978 w Waszyngtonie) – amerykańska aktorka i producentka, która wystąpiła m.in. w serialu Chirurdzy.

## Życiorys
Urodziła się w Waszyngtonie jako córka Nancy, dyrektor personalnej i Paula Heigla, księgowego. Heigl ma niemieckie i irlandzkie pochodzenie, jest członkiem Kościoła Jezusa Chrystusa Świętych w Dniach Ostatnich. Heigl jest najmłodsza z czwórki rodzeństwa (ma siostrę Meg oraz braci Jasona i Holta). W 1986 roku jej starszy brat Jason zmarł w wyniku obrażeń odniesionych w wypadku samochodowym.
Debiutowała w 1992 roku rolą w filmie Dramat letniej nocy u boku Juliette Lewis. Dwa lata później osiągnęła sukces w komedii Tata i małolata, gdzie grała główną rolę u boku Gerarda Depardieu i Emmy Thompson. Rola nastoletniej Nicole, która podczas wakacji z ojcem okłamuje wszystkich dookoła przyniosła jej sympatię widzów, popularność i nominację do Young Artist Awards. W 1995 wystąpiła w jednej z głównych ról obok Stevena Seagala w Liberator 2. Następnie Heigl zaczęła występować w filmach klasy B i kolejnych sequelach dawnych przebojów.
W 1999 roku przyjęła rolę w serialu telewizyjnym Roswell: W kręgu tajemnic. Rola kosmitki Isabel Evans, przywróciła jej utraconą popularność. W 2003 roku wystąpiła w roli Isabel w młodzieżowej wersji Wichrowych Wzgórz. Po zakończeniu emisji serialu Roswell Heigl znów zaczęła grywać w filmach klasy B, takich jak Zyzzyx Rd, który zarobił w amerykańskich kinach 30 dolarów.
W 2005 roku Heigl przyjęła rolę młodej stażystki szpitala Seattle Grace Hospital, dr Izzie Stevens, w serialu Chirurdzy. Rola ta przyniosła jej dwie nominacje do Złotych Globów oraz nagrodę Emmy dla najlepszej aktorki drugoplanowej.
W 2007 roku Heigl wystąpiła w niezależnej komedii Wpadka. Film odniósł sukces finansowy, zarabiając ponad 220 000 000 dolarów. Heigl otrzymała nominację do nagrody MTV Movie Awards. Rok później Katherine zagrała w kolejnej komedii 27 sukienek w reżyserii Anne Fletcher. Film zarobił na całym świecie ponad 160 000 000, a sama Heigl została jedną z najlepiej zarabiających aktorek w Hollywood.
W tym samym roku, 23 grudnia, aktorka poślubiła muzyka Josha Kelleya. 9 września 2009 roku para postanowiła adoptować dziewczynkę z Korei Południowej imieniem Nayleigh (oficjalne imiona dziecka to Nancy Leigh). W 2012 roku aktorka adoptowała kolejną dziewczynkę, którą nazwała Adalaide Marie Hope Kelley.
W 2009 roku komedia romantyczna z udziałem Heigl – Brzydka prawda przyniosła jej nominację do nagrody Satelity dla najlepszej aktorki w filmie komediowym lub musicalu.

## Filmografia

### Filmy fabularne
- 1992: Dramat letniej nocy (That Night) jako Kathryn
- 1993: Król wzgórza (King of the Hill) jako Christina Sebastian
- 1994: Tata i małolata (My Father the Hero) jako Nicole
- 1995: Liberator 2 (Under Siege 2: Dark Territory) jako Sarah Ryback
- 1996: Spadająca gwiazda (Wish Upon a Star) jako Alexia Wheaton
- 1997: Stand-Ins jako Taffy Entwhistle
- 1997: Książę Waleczny (Prince Valiant) jako księżniczka Ilene
- 1998: Bug Buster jako Shannon Griffin
- 1998: Burza (The Tempest) jako Miranda Prosper
- 1998: Narzeczona laleczki Chucky (Bride of Chucky) jako Jade
- 2000: 100 dziewczyn i ja (100 Girls) jako Arlene
- 2001: Walentynki (Valentine) jako Shelley Fisher
- 2003: Masa krytyczna (Critical Assembly) jako Aizy Hayward
- 2003: MTV: Wichrowe Wzgórza (Wuthering Heights) jako Isabel Linton
- 2003: Wieczne zło (Evil Never Dies) jako Eve
- 2003: Descendant jako Ann Hedgerow
- 2003: Miłość przychodzi powoli (Love Comes Softly) jako Marty Claridge
- 2003: Vegas Dick
- 2004: Obietnica miłości (Love’s Enduring Promise) jako Marty Davis
- 2005: Side Effects jako Karly Hert
- 2005: Romy and Michele: In the Beginning jako Romy White
- 2005: Olimpiada (The Ringer) jako Lynn Sheridan
- 2006: Caffeine jako Laura
- 2006: Zyzzyx Rd. jako Marissa
- 2007: Wpadka (Knocked Up) jako Alison Scott
- 2008: 27 sukienek (27 Dresses) jako Jane
- 2009: Brzydka prawda (The Ugly Truth) jako Abby Richter
- 2010: Pan i pani Kiler (Killers) jako Jen Kornfeld
- 2010: Och, życie (Life as We Know It) jako Holly Berenson
- 2011: Sylwester w Nowym Jorku (New Year’s Eve) jako Laura Carrington
- 2012: Jak upolować faceta (One for the Money) jako Stephanie Plum
- 2013: Wielkie wesele (The Big Wedding) jako Lyla Griffin
- 2014: Jackie i Ryan jako Jackie
- 2015: Home Sweet Hell jako Mona Champagne
- 2015: Jenny's Wedding jako Jenny
- 2017: Unforgettable jako Tessa Connover

### Seriale telewizyjne
- 1999–2002: Roswell: W kręgu tajemnic (Roswell) jako Isabel Amanda Evans Ramirez
- 2002: Strefa mroku (The Twilight Zone) jako Andrea Collins
- 2005–2010: Chirurdzy (Grey’s Anatomy) jako Dr Isobel „Izzie” Stevens
- 2014–2015: State of Affairs jako Charleston Tucker
- 2017: Doubt: W kręgu podejrzeń jako Sadie Ellis
- 2018: W garniturach jako Samantha Wheeler
- 2021-2023 Firefly Lane jako Tallulah (Tully) Hart

### Producent wykonawczy
- 2005: Side Effects
- 2009: Brzydka prawda (The Ugly Truth)
- 2010: Och, życie (Life as We Know It)

## Nagrody i nominacje
Hollywoodzkie Stowarzyszenie Prasy Zagranicznej – Złoty Glob
- 2007 – nominacja w kategorii Najlepsza aktorka drugoplanowa w serialu, miniserialu lub filmie telewizyjnym za rolę w serialu Chirurdzy
- 2008 – nominacja w kategorii Najlepsza aktorka drugoplanowa w serialu, miniserialu lub filmie telewizyjnym za rolę w serialu Chirurdzy

Amerykańska Akademia Telewizyjna – Nagroda Emmy
- 2007 – wygrana w kategorii Najlepsza aktorka drugoplanowa w serialu dramatycznym za rolę w serialu Chirurdzy

Akademia Science Fiction, Fantasy i Horroru – Nagroda Saturn
- 2001 – nominacja w kategorii Najlepsza aktorka drugoplanowa w programie telewizyjnym lub serialu za rolę w serialu Roswell: W kręgu tajemnic

Gildia Aktorów Filmowych – Nagroda Gildii Aktorów Filmowych – Aktor
- 2006 – nominacja w kategorii Najlepszy zespół aktorski w serialu dramatycznym w serialu Chirurdzy
- 2007 – wygrana w kategorii Najlepszy zespół aktorski w serialu dramatycznym w serialu Chirurdzy
- 2008 – nominacja w kategorii Najlepszy zespół aktorski w serialu dramatycznym w serialu Chirurdzy

MTV Movie Awards – Złoty Popcorn
- 2008 – nominacja w kategorii Najlepsza aktorka za rolę w filmie Wpadka

Międzynarodowa Akademia Prasy – Nagroda Satelita
- 2007 – nomnacja w kategorii Najlepsza aktorka w filmie komediowym lub musicalu za rolę w filmie Wpadka
- 2009 − nomnacja w kategorii Najlepsza aktorka w filmie komediowym lub musicalu za rolę w filmie Brzydka prawda